# Конфолан-Нор
Конфола́н-Нор (фр. Confolens-Nord) — кантон во Франции, находится в регионе Пуату — Шаранта, департамент Шаранта. Входит в состав округа Конфолан.
Код INSEE кантона — 1614. Всего в кантон Конфолан-Нор входят 8 коммун, из них главной коммуной является Конфолан.
Население кантона на 2007 год составляло 4 590 человек.
Коммуны кантона:
- Амбернак
- Ансак-сюр-Вьен
- Йес
- Конфолан
- Лессак
- Мано
- Плёвиль
- Эпнед